# Christian von Oldenburg
Christian von Oldenburg, genannt der Kreuzfahrer (* 12. Jahrhundert; † 1192), war Sohn des Grafen Christian I. des Streitbaren von Oldenburg.
Er hat in den Stammbäumen des Oldenburger Grafenhauses keine Nummer erhalten. Über sein Wirken ist nur wenig überliefert. Die Rasteder Chronik berichtet, dass er eine Burg bei Hatten besessen haben soll. Der Chronist Albert von Stade berichtet über kriegerische Kämpfe der Oldenburger Grafen nach dem Tod Heinrichs des Löwen. Hier wird vermutet, dass es sich um die Brüder Christian und Moritz handelt. Moritz wird in den Geschichtsbüchern und Chroniken mehr Aufmerksamkeit geschenkt als seinem Bruder, was die Vermutung zulässt, Christian konnte sich im Schatten seines Bruders nicht so entfalten, wie es ihm vermutlich gefallen hätte. Auch berichtet Albert von Stade, dass Christian am Dritten Kreuzzug unter Friedrich Barbarossa teilnahm und nach seiner Rückkehr 1192 auf Anstiftung seines Bruders Moritz in Bergedorf bei Ganderkesee von Oldenburger Staatsdienern ermordet wurde. Die Rasteder Chronik deutet Moritz als Mitwisser.